# شش‌پایه‌ای دوکوتاه‌انجام
شش‌پایه‌ای دوکوتاه‌انجام (Dactylic hexameter) گونه‌ای از وزن شعر است که در شعر حماسی و آموزشی یونان باستان و همچنین در شعر حماسی، آموزشی، طنزآمیز و روستایی در زبان لاتین کاربرد داشته است.
نام این وزن از واژهٔ یونانی ἕξ (héx، به‌معنای «شش») گرفته شده و از شش پایه عروضی تشکیل می‌شود. پنج پایهٔ نخست می‌توانند یا از دو هجای بلند، یعنی دوبلنده (– –)، یا از یک هجای بلند و دو هجای کوتاه، یعنی دوکوتاه‌انجام (–ᴗᴗ) ساخته شوند؛ و پایهٔ ششم می‌تواند یا دوبلنده یا متشکل از یک هجای بلند و یک هجای کوتاه، یعنی بلندآغاز (–ᴗ) باشد:120:۱۹. نمای طرح‌وار آن به‌صورت زیر است:
| ۱     | \| | ۲     | \| | ۳     | \| | ۴     | \| | ۵     | \| | ۶   |
| – ᴗ ᴗ | \| | – ᴗ ᴗ | \| | – ᴗ ᴗ | \| | – ᴗ ᴗ | \| | – ᴗ ᴗ | \| | – x |

این وزن به‌طور سنتی با حماسهٔ کلاسیک در هر دو زبان یونانی:17:۴۳ و لاتین پیوند خورده و از این‌رو، به‌عنوان سبک فاخر در شعر کلاسیک غربی شناخته می‌شود. نمونه‌های مشهور از کاربرد این وزن عبارت‌اند از: ایلیاد و ادیسه اثر هومر:۱۹، Argonautica از آپولونیوس رودسی، انئید از ویرژیل، دگردیسی‌ها از اووید، Pharsalia از لوکانوس (حماسه‌ای دربارهٔ جنگ داخلی سزار)، Argonautica از گایوس والریوس فلاکوس، و Thebaid از استاتیوس.
بااین‌حال، کاربرد این وزن تنها به شعر حماسی محدود نبوده است. در زبان یونانی، آثاری چون کارها و روزها و تئوگونیا از هزیود:۱۹، Idylls از تئوکریتوس، و سرودهای کالیماخوس نیز در این قالب سروده شده‌اند. در زبان لاتین نیز آثاری چون شعر فلسفی در طبیعت اشیا از لوکرتیوس، اکلوگ‌ها و Georgics از ویرژیل، کتاب دهم از رسالهٔ کشاورزی کولوملا، و اشعار طنزآمیز لاتین از گایوس لوکیلیوس، هوراس، پرسیوس (سراینده)، و جوونال به این وزن نوشته شده‌اند. این وزن حتی در دوران مسیحیت نیز به کار می‌رفت، برای نمونه در اثر Carmen paschale از سدولیوس، شاعر ایرلندی سدهٔ پنجم، و در هجویهٔ De contemptu mundi از Bernard of Cluny در سدهٔ دوازدهم میلادی.
شش‌پایه‌ای‌ها همچنین بخشی از شعر رثایی (elegiac) در هر دو زبان را تشکیل می‌دهند، به‌گونه‌ای که دوپیتی رثایی از یک مصراع شش‌پایه‌ای دوکوتاه‌انجام و یک مصراع پنج‌پایه‌ای دوکوتاه‌انجام ساخته می‌شود:45:۱۰۴. از این ساختار برای سرودن اشعار عاشقانه توسط پروپرتیوس، تیبولوس و اووید، همچنین در نامه‌های اووید از تبعید و بسیاری از اپیگرام‌های مارشال (شاعر) استفاده شده استو